# Franciszek Jarzyński
Franciszek Jarzyński (ur. 25 września 1900 w Mężeninie, zm. 5 listopada 1981 w Komorowie) – żołnierz AK, powstaniec warszawski, społecznik, twórca oddziału szczecińskiego Automobilklubu Polski oraz Okręgu Polskiego Związku Motorowego w Szczecinie.

## Życiorys
Urodził się w rodzinie szlacheckiej o patriotycznych tradycjach, dzięki czemu na początku 1918 powrócił na tereny polskie i wstąpił do Legionów. Uczestniczył w rozbrajaniu Niemców w Warszawie, za co otrzymał Krzyż Niepodległości z Mieczami.
Jako kawalerzysta uczestniczył w wojnie polsko-bolszewickiej w 11 pułku ułanów Legionowych biorąc udział w jego szlaku bojowym.
Za udział w wojnie otrzymał Srebrny Krzyż Orderu Virtuti Militari i Krzyż Walecznych. W 1939 brał udział w obronie Warszawy.
Po ucieczce z niewoli niemieckiej wstąpił do Związku Walki Zbrojnej, później Armii Krajowej.
W trakcie powstania warszawskiego walczył w Śródmieściu pełniąc jako ppor. ps. „Wroński” funkcję zastępcy dowódcy 3 plutonu. Za czyny bojowe został awansowany do stopnia porucznika i odznaczony Srebrnym Krzyżem Virtuti Militari, Krzyżem Partyzanckim i Warszawskim Krzyżem Powstańczym.
Jego nazwisko jest nierozerwalnie związane z historią sportu motorowego na Pomorzu Zachodnim. Już w czasach przedwojennych uczestniczył w rajdach motocyklowych jeżdżąc na swoim Sokole, brał też udział w rajdach samochodowych. Od młodych lat był związany z techniką samochodową. Po kapitulacji powstania warszawskiego i ucieczce z obozu przejściowego w Pruszkowie dotarł do Szczecina. Pracował m.in. w Wojewódzkim Urzędzie Ziemskim w Szczecinie i niemal jednocześnie zorganizował, a następnie kierował pierwszym w Szczecinie zakładem naprawy samochodów.
W czerwcu 1946 stanął na czele nowo utworzonego oddziału szczecińskiego Automobilklubu Polski. Z jego inicjatywy powstał pierwszy ogólnopolski rajd samochodowo-motocyklowy „Brzegiem Bałtyku” na ponad 400-kilometrowej trasie z Gdańska do Szczecina.
Od 1950 roku po utworzeniu Polskiego Związku Motorowego pełnił przez blisko ćwierć wieku funkcję Prezesa Zarządu Okręgu Polskiego Związku Motorowego w Szczecinie.
Był twórcą większości sukcesów sportowych i organizacyjnych jakie zanotował na swoim koncie Okręg Szczeciński.
Z inicjatywy prezesa Jarzyńskiego organizowano wyścigi uliczne na Pogodnie, które obserwowały tysiące szczecinian.
Przełom lat pięćdziesiątych i sześćdziesiątych związany był w Szczecinie z rozwojem produkcji Junaków w szczecińskiej fabryce motocykli.
Wówczas to powstał tor motocrossowy przy al. Wojska Polskiego. W roku 1966 z jego inicjatywy i pomocy zostały zorganizowane przez działaczy Polskiego Związku Motorowego Motocrossowe Mistrzostwa Świata.
Po powstaniu Organizacji Rzeczoznawców Techniki Samochodowej i Ruchu Drogowego Polskiego Związku Motorowego zorganizował Zespół w Szczecinie, którego został przewodniczącym i pełnił tę funkcję do roku 1977.
W uznaniu swojej działalności został wyróżniony Srebrnym Krzyżem Zasługi i złotą Odznaką Pamiątkową „Gryf Pomorski”.
Uchwałą Miejskiej Rady Narodowej w Szczecinie z dn. 24.04.1975 r. został Pionierem Miasta Szczecina.
Otrzymał też inne wyróżnienia resortowe: odznakę Zasłużonego Działacza Kultury Fizycznej, odznakę 1000-lecia Polskiego Sportu, Honorową odznakę XX-lecia Polskiego Związku Motorowego, tytuł Honorowego Prezesa Zarządu Okręgu Polskiego Związku Motorowego w Szczecinie.
Uchwałą plenarnego posiedzenia Rady Głównej Organizacji Rzeczoznawców Techniki Samochodowej i Ruchu Drogowego PZM został specjalnie wyróżniony przez nadanie mu godności Honorowego Członka ORTSiRD PZM.
Uchwała Sesji Rady Miasta Szczecina 266/13 nadano jednej z ulic dzielnicy Pogodna w Szczecinie nazwę: „ulica Franciszka Jarzyńskiego”.
Z wnioskiem wystąpił Polski Związek Motorowy Okręg PZM w Szczecinie.
Zmarł w Komorowie i został pochowany na Cmentarzu Komunalnym na Powązkach w Warszawie.